# قرار مجلس الأمن التابع للأمم المتحدة رقم 455
قرار مجلس الأمن التابع للأمم المتحدة رقم 455، المعتمد في 23 تشرين الثاني / نوفمبر 1979، بعد الإحاطة علماً بالبيانات الواردة من زامبيا والتذكير بالقرار 424 (1978)، أعرب المجلس عن قلقه وأدان «النظام العنصري غير القانوني» في روديسيا الجنوبية بسبب «النمط المستمر للانتهاكات التي تهدف إلى تدمير البنية التحتية الاقتصادية» لزامبيا والتسبب في عدد من الوفيات.
واستمر القرار بإدانة تواطؤ جنوب إفريقيا مع روديسيا الجنوبية في الهجمات ضد زامبيا ودول أخرى على خط المواجهة. وطلب من السلطات المسؤولة دفع تعويضات لزامبيا، وطلب من المجتمع الدولي المساعدة في إعادة بناء البنية التحتية المدمرة. وأثنى المجلس على زامبيا ودول خط المواجهة الأخرى مثل أنغولا وبوتسوانا وموزامبيق لدعمها لشعب زمبابوي.
أخيرًا، دعا المجلس المملكة المتحدة، بصفتها القوة الإدارية، إلى اتخاذ تدابير فعالة للمساعدة في إنهاء العمليات الهجومية التي تشنها قوات الأمن الروديسية، وأنشأ لجنة مخصصة لتقديم تقرير إلى المجلس بشأن تنفيذ هذا القرار بحلول 15 ديسمبر 1979.
ولم يتم إعطاء تفاصيل عن التصويت، إلا أنه «تم تبنيه بتوافق الآراء».